# سد گرنووال
سد گرنووال (به فرانسوی: Barrage de Grandval) یک سد و نیروگاه برقابی در فرانسه است که در Neuvéglise-sur-Truyère واقع شده‌است.